# Bad Ragaz
Bad Ragaz (fram till 1937 Ragaz) är en ort och kommun i distriktet Sarganserland i kantonen Sankt Gallen, Schweiz. Kommunen har 6 835 invånare (2023).